# 아르바니트인
아르바니트인(그리스어: Αρβανίτες, 알바니아어: Arbëreshë / Αρbε̰ρεσ̈ε̰ 혹은 Arbërorë)는 그리스에 거주하는 다중언어 인구 집단으로, 알바니아어의 방언의 일종인 아르바니티카와 그리스어를 사용한다. 이들은 중세 말기에 그리스에 정착하기 시작하여, 19세기까지 펠로폰네소스반도와 아티키주에서 주요한 인구 집단 중 하나였다. 오늘날의 아르바니트인들은 그리스 사회에 동화되어 자신들을 그리스인이라 밝히며, 알바니아 혹은 알바니아인 사회에 속하지 않는다고 여긴다. 이들은 자신들을 아르바니테 (그리스어 명칭) 혹은 아르베로르 (민족어 명칭)으로 지칭한다. 한편 그리스의 북서부에 거주하는 아르바니트인들은 자신들을 쉬프타르 (알바니아인들이 사용하는 민족 지칭어와 동일한 명칭)이라 지칭한다. 아르바니티카는 그리스어로의 언어 전환 현상과 20세기 동안 점차 아르바니트인 인구가 도시로 이주하고 다른 민족 집단과 섞이게 되며 언어 손실의 상황에 처하여 있다.

## 같이 보기
- 아르버레셔인
- 스트라디오트